# Isaccea
Isaccea (rumænsk udtale: [iˈsaktʃe̯a]; tyrkisk: İshakçı) er en lille by i distriktet Tulcea i det nordlige Dobruja i Rumænien, på højre bred af Donau, 35 km nordvest for Tulcea. Byen har en befolkning på 4.408 (2021).

## Geografi
Byen har været beboet i tusinder af år, da det er et af de få steder i hele det nedre Donauområde, der let kan krydses ved et vadested og dermed en nem forbindelse mellem Balkan og stepperne i det sydlige Ukraine og Rusland, nord for Sortehavet. Donau var i lang tid grænsen mellem romerne, senere byzantinere og de "barbariske" migrerende stammer i nord, hvilket gjorde Isaccea til en grænseby, erobret og holdt af snesevis af forskellige folkeslag.
Tulcea – Brăilavejen (DN22/E87) krydser byen.
Byen ligger tæt på Măcin-bjergene og Dobruja-plateauet (i syd) og Donau (i nord). Mange søer kunne engang findes i byen, men nogle af dem blev drænet af de kommunistiske myndigheder for at bruge området til landbrug. Dette initiativ havde ikke succes, da jorden i området ikke var særlig frugtbar. Nogle større søer er stadig tilbage: Saun, Telincea, Rotund, Ghiolul Pietrei, Racova. I april 2006 svigtede diget, som beskyttede dette terræn, og Donau oversvømmede igen de områder, der plejede at være vådområder.
Langs Donau er der en flodslette, som hvert forår bliver oversvømmet og bringer ferskvand til søerne og marskområderne.
Den største sø i Isaccea er "Lacul Rotund" (literally, Den runde sø), der har et aeal på 2,19 km2og et volume på 2 millioner m3 vand.

## Historie
Området, hvor byen ligger, har været beboet siden forhistorisk tid: resterne af en neolitisk bosættelse, der tilhører Boian-kulturen (en) (4100–3700 f.Kr.) blev fundet i den nordvestlige del af byen, på et sted kendt som "Suhat".
Den neolitiske kultur blev efterfulgt af Getae-kulturen med hellenistisk indflydelse. kelterne udvidede deres territorium fra Centraleuropa og nåede Isaccea i det 3. århundrede f.Kr. (se Gallisk invasion af Balkan (en)) og giver byens gamle navn, "Noviodunum", såvel som andre navne i denne region, såsom Aliobrix, på den anden side af Donau og Silistra længere mod syd i Dobruja.
I 514 f.Kr. udkæmpede Darius 1. af Persien her en afgørende kamp mod skyterne. En handelspost blev også bygget i denne by af grækerne. Græske forfattere såsom Ptolemæus og Hierocles kalder det en "polis".